# Круоя
«Круо́я» (лит. Kruoja Pakruojo futbolo klubas) — колишній литовський професіональний футбольний клуб з Пакруоїса. Заснований 2001 року. Розпущений 2016 року.